# 名誉頭取
名誉頭取（めいよとうどり）とは、名誉職としての頭取またその職名または称号。名誉役員の職名、名誉称号の一種。

## 名誉頭取

### 銀行における名誉頭取

#### 役職としての名誉頭取
戦後日本の銀行に見られた銀行の名誉職。経済学者で上智大学教授を務めた篠田雄次郎はかつて銀行に見られた統治形態として、一つの銀行に名誉頭取2名、頭取1名、副頭取2名いる場合もあり、常務会の議長を名誉頭取が務めていたことから、銀行頭取の存在意義が相対的に低かったと指摘している。なお、現在の銀行では名誉役員の職名として名誉頭取が採用される例はほとんどなく、会長や名誉会長、顧問、特別顧問、名誉顧問とする場合が多い。

#### 物語上の名誉頭取
また、小説上に銀行首脳部の役職として名誉頭取という職名が登場することがある。一例として志茂田景樹の『サラリーマン裏忠臣蔵』の中に日本中央銀行頭取 上杉綱昭の実父として名誉頭取 吉良義方という人物が登場する。また、山崎光夫の小説『ヒポクラテスの暗号』でもS銀行名誉頭取で経営会議所の棟原政樹という人物が登場している。

#### 比喩としての名誉頭取
また、正規の銀行頭取であっても経営の実権のない名誉職化している頭取を指して「名誉頭取」と比喩する場合もある。かつて、内閣総理大臣を務めた原敬は1901年（明治34年）から1903年（明治36年）まで大阪の北浜銀行頭取を務めていたが、銀行の実務は岩下清周に任せ、自身は「名誉頭取」的な位置にあったとされる。また、1925年（大正14年）の東京朝日新聞の報道では名誉職の少ない地方では、特殊銀行の一種ある農工銀行の頭取は宴席で知事の次席に座れるとあって、地方の名士にとっては争奪の対象であり、経営の健全化のため、それらの「名誉頭取」を退場させる必要性を指摘している。さらに、1927年（昭和2年）でも東京朝日新聞の新聞報道でも一時的な名ばかりの銀行頭取を「名誉頭取」と形容するなど比喩表現として用いている。

### 神社の祭礼における名誉頭取
また、神社の祭事で披露される伝統芸能集団や氏子組織の名誉職としても名誉頭取が置かれることがある。

### 文献資料
- 篠田雄次郎著『プロフェッショナルの発想：日本VSドイツ』（PHP研究所、1981年） ASIN B000J7YGVS
- 志茂田景樹著『サラリーマン裏忠臣蔵』（講談社、1994年）
- 前田蓮山著『原敬 (1958年) (三代宰相列伝) 』（時事通信社、1958年） ASIN B000JAVNZ2
- 山崎光夫著『ヒポクラテスの暗号』（アドレナライズ、2016年） ASIN B01KX5AGI2

### 報道資料
- 神戸大学経済経営研究所 新聞記事文庫東京朝日新聞 経営(1-080) 1925.8.26-1925.8.27(大正14)
- 神戸大学経済経営研究所 新聞記事文庫東京朝日新聞 銀行(20(6)-135) 台湾日日新報（新聞） 1927.11.1-1927.11.3(昭和2)

### インターネット資料
- 神戸大学経済経営研究所ウェブサイト「農銀同盟 (上・下) 経営百態 」
- 神戸大学経済経営研究所ウェブサイト「島内三銀行の合併観 (上・中・下) 財界覆面士」
- 三菱東京UFJ銀行ウェブサイト「訃報」 (PDF) 」」
- FM長崎ウェブサイト「西海もっと元気ラジオ 川内浮立」